# 胸形貞家
胸形 貞家（むなかた さだいえ）は、江戸時代前期の弘前藩士。

## 略歴
寛永3年（1626年）、津軽信枚に300石で召し抱えられた。承応3年（1652年）に100石を加増され、足軽頭となった。後に津軽信政の守役も務めた。
明暦3年（1657年）、外ヶ浜総支配を任された。その際に姓を「胸形」から「棟方」とした。